# Hypena
Hypena is een geslacht van nachtvlinders uit de familie van de spinneruilen (Erebidae).

## Soorten
- H. abalienalis Walker, 1859
- H. abjuralis Walker, 1859
- H. abyssinalis Guénée, 1854
- H. abyssinialis Guenée, 1854
- H. acmonalis Walker, 1858
- H. acrocompsa Turner, 1932
- H. aculeifera (Aurivillius, 1925)
- H. acutalis Hampson, 1895
- H. aenescens Hampson, 1907
- H. affinialis Möschler, 1880
- H. albicomma Bethune-Baker, 1908
- H. albifascialis Pagenstecher, 1884
- H. albifusa Hampson, 1891
- H. albiocellata Wileman & West, 1930
- H. albirhomboidea Prout A. E., 1921
- H. albisigna Moore, 1882
- H. albistriga Mabille, 1900
- H. albizona Fletcher D. S., 1961
- H. albofascia Rothschild, 1920
- H. alboplaga Prout
- H. ambigua Prout, 1932
- H. anderesi Guillermet, 1992
- H. aneliopis Bethune-Baker, 1908
- H. annulalis Grote, 1876
- H. antimima Fletcher D. S., 1961
- H. appalachiensis (Butler, 1987)
- H. arenbergeri Lödl, 1994
- H. argialis Snellen, 1880
- H. aridoxa Fletcher D. S., 1961
- H. assimilis Hampson, 1891
- H. atomaria (Smith, 1903)
- H. baltimoralis
- H. bambusalis Leech, 1889
- H. banaka (Plötz, 1880)
- H. bathisalis Walker, 1859
- H. belinda Butler, 1879
- H. belindana Strand, 1920
- H. biangulata Fletcher, 1961
- H. biangulatoides Poole, 1989
- H. bigrammica Saalmüller, 1880
- H. bijugalis Walker, 1859
- H. bipartita Leech, 1900
- H. bonaberi Strand, 1915
- H. brachyphylla Turner, 1903
- H. brevicella Prout, 1928
- H. californica Behr, 1870
- H. callichlaena Prout
- H. calligraphalis Roepke, 1948
- H. callilinea Bethune-Baker, 1908
- H. callipona Bethune-Baker, 1908
- H. camptogrammalis Hampson, 1907
- H. castanealis Moore, 1867
- H. castaneipalpis Hampson, 1895
- H. caurealis Prout
- H. celebensis Prout, 1932
- H. ceramensis Prout, 1932
- H. cervinalis Moore, 1867
- H. cinctipedalis Zeller, 1852
- H. cirphoides Rothschild, 1915
- H. cnephodelta Prout
- H. cognata Moore, 1885
- H. columbana Moore, 1885
- H. commixtura Swinhoe, 1918
- H. confusa Leech, 1900
- H. conscitalis (Walker, 1866)
- H. conspersalis Staudinger, 1888
- H. corticia Rothschild, 1920
- H. cowani Viette, 1968
- H. crassalis

Bosbessnuituil Fabricius, 1787
- H. crassipalpis Butler, 1889
- H. cremona Swinhoe
- H. cruca Strand, 1920
- H. cryptica Robinson, 1975
- H. cyanea Hampson, 1893
- H. chalcias Lucas, 1895
- H. cherylae Lödl, 1995
- H. chionosticha Fletcher D. S., 1961
- H. daria Swinhoe, 1891
- H. deceptalis Walker, 1859
- H. decorata J. B. Smith, 1884
- H. degasalis Walker, 1859
- H. demeysti Hulstaert, 1924
- H. denticulata Moore, 1882
- H. depalpis Strand, 1920
- H. diakonoffi Viette, 1976
- H. dichromialis Strand, 1920
- H. directa Fletcher D. S., 1961
- H. divecla Gaede
- H. divisalis Moore, 1867
- H. ducalis Schaus, 1893
- H. edictalis Walker, 1859
- H. elfriedae Lödl, 1994
- H. elongalis Fabricius, 1794
- H. ella Butler, 1878
- H. epigaea Swinhoe, 1906
- H. erikae Lödl, 1994
- H. etiennei Guillermet, 1992
- H. eucrossa Fletcher D. S., 1961
- H. eugrapha Fletcher D. S., 1963
- H. euphyes Prout, 1922
- H. euprepes Fletcher D. S., 1961
- H. euryzostra Turner, 1932
- H. euthygramma Prout, 1921
- H. evamariae Lödl, 1994
- H. extensa Walker, 1866
- H. extensalis Guenée, 1854
- H. externa Moore, 1882
- H. extremipalpis Lödl
- H. fijiensis Robinson, 1975
- H. finga Swinhoe
- H. flammea Candèze, 1927
- H. flavisceta Thierry-Mieg, 1916
- H. flexuosa Moore, 1882
- H. fractilinealis Snellen, 1886
- H. frappieralis Guenée, 1862
- H. fuliginosa Rothschild, 1916
- H. furva Wileman, 1911
- H. fuscomaculalis Saalmüller, 1880
- H. fusculalis Saalmüller, 1891
- H. gonospilalis Walker, 1866
- H. grandecomorensis Lödl, 1994
- H. gravalis Mabille, 1898
- H. griseapex Hampson, 1891
- H. griseipennis Moore, 1882
- H. griseofasciata Rothschild, 1916
- H. griseolalis Rothschild, 1916
- H. griveaudi Viette, 1968
- H. gypsophila Turner, 1903
- H. gypsospila Turner, 1903
- H. hedychroa Bethune-Baker, 1908
- H. helenae Berio, 1972
- H. hemiphaea de Joannis, 1915
- H. henloa (Smith, 1905)
- H. herbigrada Swinhoe, 1889
- H. herpa Swinhoe, 1901
- H. hoareae Holloway, 1977
- H. hokkaidalis Wileman & West, 1930
- H. holophaea Hampson, 1902
- H. humuli Harris, 1841
- H. iconicalis Walker, 1859
- H. inapertalis Walker, 1866
- H. incisa Leech, 1900
- H. incognata Bethune-Baker, 1908
- H. inconspicua Snellen
- H. indicalis Guenée, 1854
- H. indicatalis Walker, 1859
- H. indistincta Wileman, 1915
- H. inextensalis Guenée, 1862
- H. inocua Lucas, 1895
- H. insolita Leech, 1900
- H. interrupta Wileman & West, 1930
- H. irregulinea Bethune-Baker, 1908
- H. ischyra Prout, 1932
- H. isogona Meyrick, 1889
- H. isosocles (Bethune-Baker, 1911)
- H. ituriensis Prout A. E., 1921
- H. jocosalis Walker, 1859
- H. josefinae Lödl, 1995
- H. jugalis Walker, 1859
- H. jussalis Walker, 1859
- H. kallipygae Lödl, 1994
- H. kanshireiensis Wileman & South, 1916
- H. kashmirica Warren, 1913
- H. kingdoni Viette, 1968
- H. klapperichi Wiltshire, 1961
- H. labatalis Walker, 1859
- H. laceratalis Walker, 1859
- H. lacessalis Walker, 1859
- H. laesalis Walker, 1859
- H. laetalimaior Lödl, 1994
- H. laetalis Walker, 1859
- H. lativitta Moore, 1882
- H. laxia Swinhoe, 1891
- H. laysanensis Swezey, 1914
- H. leucoprepa Bethune-Baker, 1908
- H. leucospora Bethune-Baker, 1908
- H. leucosticta Bethune-Baker, 1909
- H. leucozona (Hampson, 1910)
- H. lichenalis Bethune-Baker, 1908
- H. lignealis Walker, 1866
- H. limbopunctata (Strand, 1915)
- H. lividalis (Hübner, 1796)
- H. longfieldae Collenette, 1929
- H. longipalpalis Guenée, 1862
- H. longipennis Walker, 1865
- H. luzonensis Wileman & South, 1921
- H. madefactalis Guénée, 1854
- H. mainty Viette, 1979
- H. mambara Bethune-Baker, 1908
- H. manalis Walker, 1859
- H. mandatalis Walker, 1859
- H. martinae Lödl, 1993
- H. masurialis Guénée, 1854
- H. mediana Moore, 1882
- H. medioexisa Rothschild, 1916
- H. medionigra Bethune-Baker, 1908

- H. melanistis Hampson, 1902
- H. melasticta Lower, 1905
- H. microfuliginea Hayes, 1975
- H. mimicalis Swinhoe, 1885
- H. minahassalis Roepke, 1932
- H. minor Hampson, 1891
- H. minualis Guénée, 1854
- H. modesta Moore, 1882
- H. molpusalis Walker, 1859
- H. monikae Lödl, 1994
- H. montana Joicey & Talbot
- H. multritricha Lucas, 1895
- H. munitalis Mann, 1861
- H. muscosa Joannis, 1932
- H. muscosoides Poole, 1989
- H. namaqualis Guenée, 1854
- H. nasutalis Guenée, 1862
- H. nazus Viette, 1981
- H. nebulosa Wileman & South, 1921
- H. neoplyta Prout, 1925
- H. nepa Strand, 1920
- H. nepana Strand, 1920
- H. newelli Swezey, 1913
- H. nigrescens Moore, 1881
- H. nocturnalis Swinhoe
- H. nuta Swinhoe
- H. obacerralis Walker, 1859
- H. obesalis

Brandnetelsnuituil Treitschke, 1829
- H. obfuscalis Hampson, 1893
- H. obliqualis Kollar, 1844
- H. obscurobasalis Saalmüller, 1880
- H. obsitalis

Dubbelstipsnuituil (Hübner, 1813)
- H. obsoleta Butler
- H. obstupidalis Swinhoe, 1885
- H. ochreipennis Moore
- H. olivacea Hampson, 1891
- H. olivaceorufa Rothschild, 1920
- H. olypea Swinhoe, 1918
- H. ophiusinalis Mabille, 1879
- H. ophiusoides Moore, 1882
- H. opulenta (Christoph, 1877)
- H. orhtogramma Bethune-Baker, 1909
- H. ornata (Aurivillius, 1925)
- H. orthographa Turner, 1932
- H. ovalimacula Lödl, 1995
- H. paliscia Bethune-Baker, 1911
- H. palpalis (Hübner, 1796)
- H. palparia Walker, 1861
- H. palpitralis Walker, 1859
- H. parva Wileman & South, 1916
- H. pelodes Turner, 1932
- H. perdticipennis Hampson, 1898
- H. peterseni Strand, 1920
- H. phecomalis Swinhoe, 1905
- H. phricocyma Fletcher D. S., 1961
- H. plagiorhabda Prout, 1932
- H. plagiota Meyrick, 1899
- H. plebeius Rothschild, 1920
- H. poa Strand, 1920
- H. poliopera Bethune-Baker, 1909
- H. polycyma Hampson, 1902
- H. porphyrophaes Fletcher D. S., 1961
- H. porrectalis Fabricius, 1794
- H. praestans Lucas, 1895
- H. prionodes Fletcher D. S., 1961
- H. probokonora Holloway, 1979
- H. proboscidalis (Linnaeus, 1758) - bruine snuituil
- H. propinqua Rothschild, 1920
- H. propinqualis Walker, 1866
- H. pulverulenta Wileman, 1911
- H. puncticosta Prout A. E., 1925
- H. quaesitalis Walker, 1859
- H. radicalis Swinhoe, 1889
- H. raiedi Lödl, 1994
- H. ramstadtii (Wyatt, 1967)
- H. rectifascia Hampson, 1891
- H. rectilineata Hampson, 1896
- H. recurvata Hampson, 1909
- H. regia Swinhoe, 1905
- H. reichli Lödl, 1998
- H. rivula Hampson, 1907
- H. robustalis Snellen, 1880
- H. rostralis Linnaeus, 1758 - hopsnuituil
- H. rudolfi Lödl, 1994
- H. rufirena Hampson, 1895
- H. rusticalis Hübner, 1823
- H. sabinis Lödl, 1994
- H. saltalis Schaus, 1893
- H. sanctigeorgii Collenette, 1929
- H. satsumalis Leech, 1889
- H. scabra Fabricius, 1798
- H. scotina Fletcher D. S., 1961
- H. schultzei Aurivillius, 1925
- H. semilutea (Snellen, 1872)
- H. semlikiensis Prout A. E., 1921
- H. senialis Guenée, 1854
- H. senicula Meyrick, 1928
- H. similata Moore, 1882
- H. simplex Leech, 1900
- H. sinuisigna Hampson, 1907
- H. sinuosa Wileman, 1911
- H. sordida Rothschild, 1921
- H. sordidula Grote, 1872
- H. spodopa Bethune-Baker, 1908
- H. squamea Hampson, 1891
- H. steniptera Hampson, 1902
- H. stresemanni Rothschild, 1915
- H. strigata (Fabricius)
- H. strigatus (Fabricius, 1798)
- H. strigifascia Moore
- H. strigifera Warren, 1913
- H. strigosa Hampson, 1891
- H. striolalis Aurivillius, 1910
- H. styx Bethune-Baker, 1908
- H. subalbida Bethune-Baker, 1908
- H. subapicalis Walker, 1866
- H. subcyanea Butler, 1880
- H. sublividalis Snellen
- H. subviolacea Butler, 1880
- H. subvittalis Walker, 1866
- H. sylpha Butler, 1887
- H. synnaralis Guenée, 1862
- H. taenialoides Chu & Chen, 1962
- H. taiwana Wileman & South, 1917
- H. tamsi Filipjev, 1927
- H. telemonalis Walker, 1859
- H. tetrasticta Hampson, 1910
- H. themerodes Bethune-Baker, 1908
- H. thermophoea Hampson, 1912
- H. tolmeta Prout, 1925
- H. tortuosa Moore
- H. toyi (Viette, 1968)
- H. transcissalis Walker, 1866
- H. transita Lucas, 1895
- H. translaticius Rothschild, 1920
- H. triangularis Moore, 1882
- H. trigonalis Costa, 1836
- H. tristigma Holloway, 1976
- H. tristis Hampson, 1891
- H. tristrigatalis Roepke, 1932
- H. tuma Swinhoe
- H. tumidicosta Prout, 1932
- H. tylistalis Swinhoe, 1905
- H. umbralis (Smith, 1884)
- H. umbrifera Lucas, 1895
- H. umbripennis Moore, 1882
- H. uncipennis Hampson, 1895
- H. undistrigata Joannis, 1929
- H. uniformalis Möschler, 1880
- H. uniformis Swinhoe, 1918
- H. variabilis Druce, 1890
- H. varialis Walker, 1866
- H. variegata Swinhoe, 1918
- H. vega (Smith, 1900)
- H. veronikae Lödl, 1994
- H. verticalis Hampson, 1910
- H. vestita Moore, 1885
- H. vetustalis Guénée, 1854
- H. viettei Guillermet, 1992
- H. viridifascia Fletcher D. S., 1963
- H. vitellinalis Walker, 1859
- H. vulgatalis Walker, 1859
- H. walkeri Collenette, 1929
- H. whiteleyi Butler, 1879
- H. yoshimalis Wileman & West, 1930
- H. zapluta Bethune-Baker, 1908
- H. zaplutagramma Bethune-Baker, 1908
- H. zyzzybae Lödl, 1994

Uitgestorven soorten (onvolledig):
- (Hypena laysanensis)
- (Hypena newelli)
- (Hypena plagiota)
- (Hypena senicula)

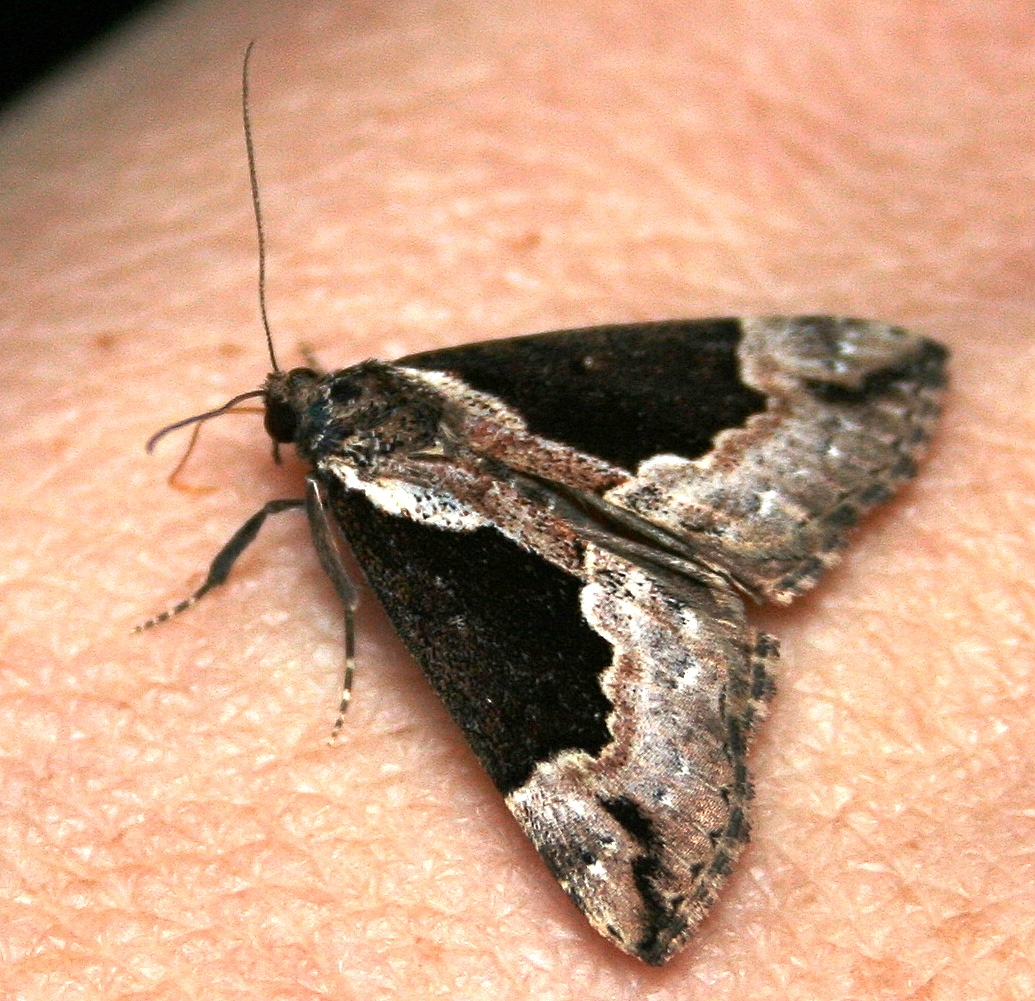
Hypena baltimoralis
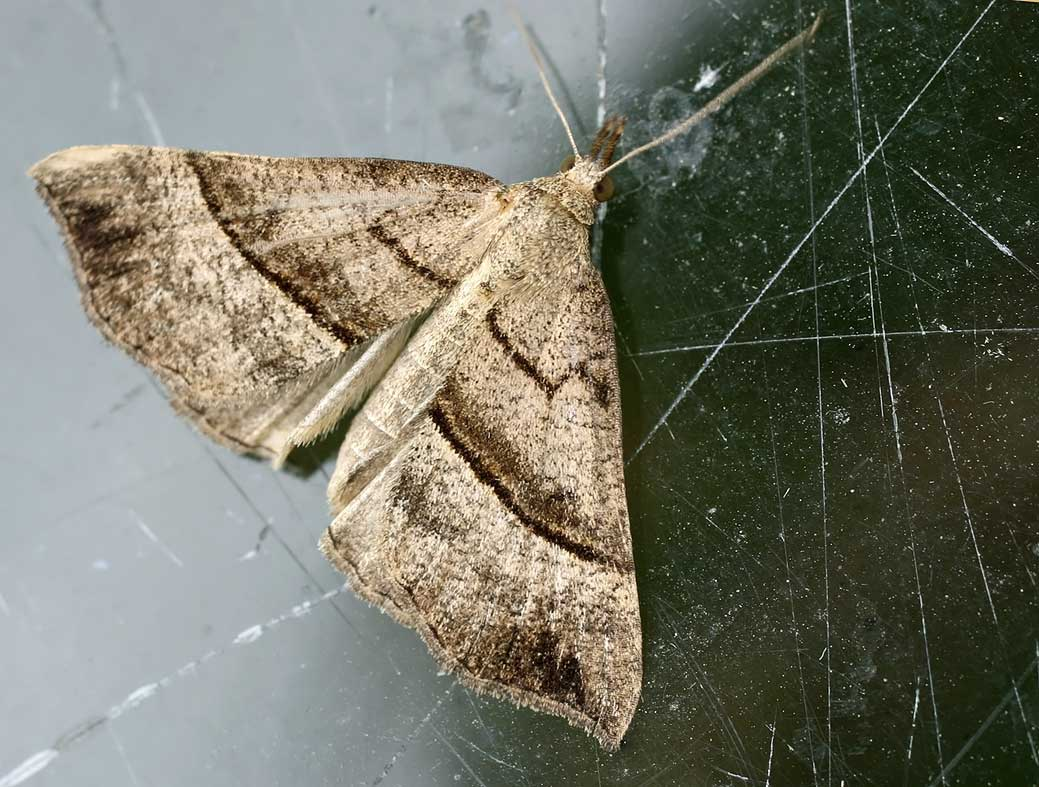
Bruine snuituil (Hypena proboscidalis)
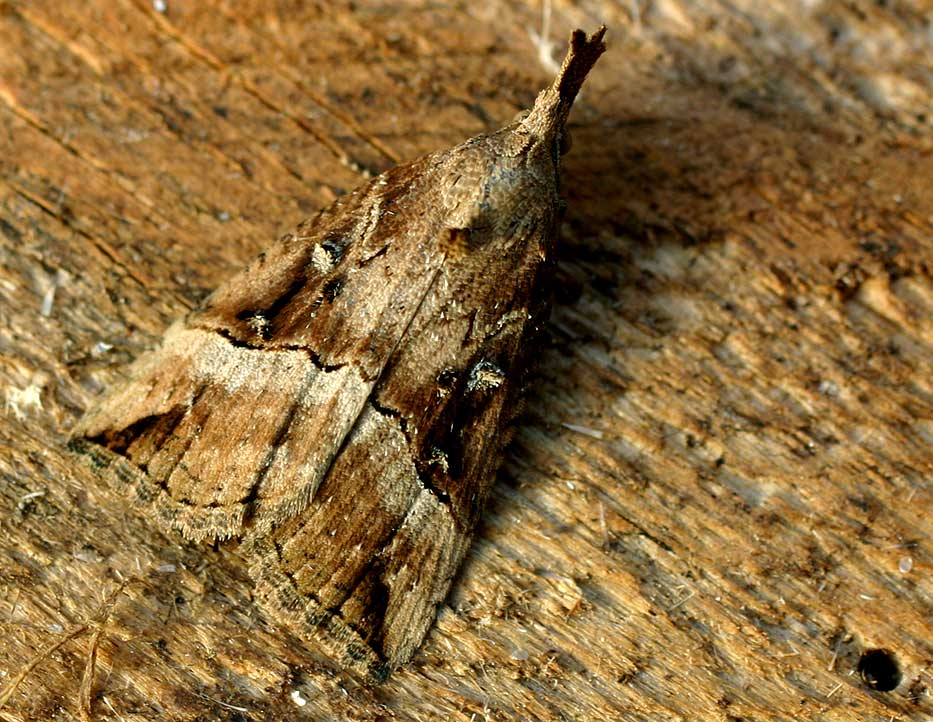
Hopsnuituil (Hypena rostralis)

## Bron
- Hypena at funet.fi